# Argyreia sorsogonensis
Argyreia sorsogonensis är en vindeväxtart som först beskrevs av Adolph Daniel Edward Elmer, och fick sitt nu gällande namn av V. Ooststr. Argyreia sorsogonensis ingår i släktet Argyreia och familjen vindeväxter. Inga underarter finns listade i Catalogue of Life.